# Nada Gašić
Nada Gašić (Maribor, 27. listopada 1950.) hrvatska spisateljica i prevoditeljica

## Životopis
Od 1952. živi u Zagrebu gdje je završila osnovnu školu i gimnazijsku, te diplomirala sociologiju i kroatistiku na Filozofskom fakultetu u Zagrebu (1969. – 1974.). Školske godine 1975./76. radila je kao lektorica hrvatskoga jezika na Karlovom sveučilištu u Pragu, od 1976. do 1978. bila je stipendistica Ministarstva kulture Češke Republike, za trajanja stipendije studirala je kao izvanredna studentica češki jezik na katedri za češki jezik Filozofskog fakulteta Karlovog sveučilištu.
Prevela Hašekovog "Dobrog vojaka Švejka" na hrvatski jezik, kojeg je prvi preveo na hrvatski Jonke, a poslije nje Ludwig Bauer.
Algoritam joj je 2007. godine objavio prvi roman "Mirna ulica, drvored", za koji je dobila nagradu Slavić DHK-a za najbolju debitantsku knjigu u 2007. godini. Za drugi roman "Voda, paučina" dobitnica je nagrade Vladimir Nazor za književnost za 2010. godinu.